# Georg Göhler
Karl Georg Göhler, född 29 juni 1874, död 4 mars 1954, var en tysk musiker.
Göhler var dirigent i olika tyska städer, från 1922 opera- och konsertledare i Altenburg. Han var en uppskattade musikskriftställare och begåvad tonsättare med personlig prägel. Göhler har bland annat komponerat Prinz Nachtwächter (1908), 2 symfonier, en pianokonsert, en violinkonsert, manskörer, solosånger och utgett nya upplagor av äldre musik.